# 미국의 중화인민공화국 제재
미국의 중화인민공화국 제재 또는 미국의 중국 제재에 대한 내용이다.
미국 정부는 중화인민공화국 정부와 집권 중국공산당(CCP)의 특정 기관과 핵심 구성원, 중국 인민해방군(PLA)과 연계된 특정 기업, 미국 정부가 인권 침해를 지원했다고 비난한 기타 계열사에 대해 경제 제재를 가하고 있다. 미국은 1949년 중화인민공화국이 건국된 이후 1972년까지 중국에 대한 수출 금지 조치를 유지했다. 미국은 1989년 천안문 광장 시위와 학살 이후 미국에 의해 수출 금지 조치를 다시 부과했다. 2020년부터 미국은 중국의 위구르인 박해, 홍콩과 티베트의 인권 침해, 군민 융합, 러시아의 우크라이나 침공, 펜타닐 생산 지원에 대응하여 여러 중국 정부 관료와 기업에 대해 제재와 비자 제한을 부과했다.
중국에 대한 경제 제재와 수출규제는 미국 재무부 산하 해외자산통제국(OFAC)과 미국 상무부 산하 산업안보국(BIS)이 각각 관리하고 집행한다.

## 역사
미국은 국가 안보와 인권에 대한 우려로 인해 중국 기업과 단체에 대한 제재를 점차 강화해 왔다. 미국 상무부에 따르면 721개의 중국 기업, 조직, 개인이 미국에서 상품을 구매할 수 있는 자격을 제한하는 '단체 목록'에 추가되었다.

## 같이 보기
- 중국봉쇄정책
- 미국의 제재
- 미국–중국 관계